# Giulio Genoino

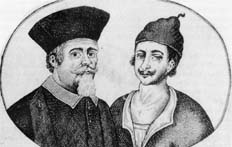
Genoino (links) en Masaniello (rechts)

Giulio Genoino (Cava de' Tirreni, 1567 – Maó, januari 1648) was een politiek agitator en betrokken bij opstanden in de stad Napels. Het koninkrijk Napels stond destijds onder Spaans bestuur.
Hij schreef zijn ideeën over volksbestuur neer in enkele geschriften. Tevens was hij de intellectueel achter de volksmenner Masaniello.

## Levensloop

### Jurist en arts
Genoino groeide op in de buurt van Salerno in het koninkrijk Napels. Zijn ouders bewerkten zijde. Genoino verwierf het burgerschap van Napels. Beroepshalve was Genoino daar achtereenvolgens jurist, arts en priester. Dit laatste deed hij om een zekere bescherming te krijgen tegen juridische vervolging. 
Onder bescherming van de Spaanse onderkoning van Napels, Pedro Tellez-Giron y Guzman, hertog van Osuna, schreef de jonge jurist Genoino aan een hervorming van de Raad van Napels. Hij kreeg groen licht om een gelijke vertegenwoordiging uit te werken aan edelen en geestelijken enerzijds en burgers anderzijds. In 1619 presenteerde Genoino zijn project. Genoino was ondertussen arts geworden. Het plan van Genoino leidde tot protest van de elite, wat nog verergerde door de tirades van Genoino aan hun adres. De onderkoning en hertog van Osuna kon niet anders dan Genoino van het politieke toneel te verwijderen. Er ontstonden immers rellen her en der in de stad. De hertog van Osuna werd ontslagen en moest de plaats ruimen voor de nieuwe onderkoning, kardinaal Gaspare Borgia. Deze viel met troepen binnen in Napels om de orde te herstellen. Genoino werd gearresteerd. Genoino werd weggevoerd naar een gevangenis in Madrid (1620). In 1621 werd kardinaal Borgia opgevolgd door kardinaal Antonio Zapata. Zapata liet toe dat Genoino naar een gevangenis in Napels werd overgebracht (1622), in afwachting van een proces.

### Gevangenis in Marokko
Het tribunaal van Napels veroordeelde Genoino tot levenslange opsluiting wegens rebellie tegen de Spaanse Habsburgers (1622). Genoino bracht jaren door in de gevangenis van Pignone, aan de Marokkaanse kust.
Pas in 1634 konden zijn medestanders hem vrijkopen. Het kostte hen 4.000 dukaten, betaald aan de Spaanse Kroon. 

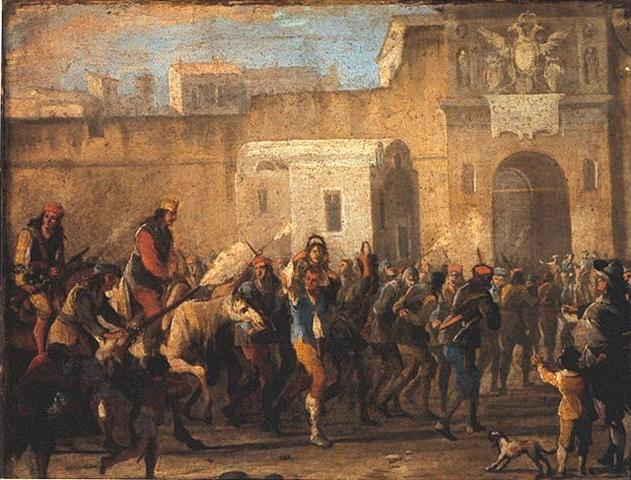
Een arrestatie tijdens de opstand van Masaniello (1647)

### Arts en priester
Na een lange omzwerving via Madrid en Rome belandde hij terug in Napels (1638). Aartsbisschop Basilio Cacace van Efese wijdde Genoino tot priester. Hij mocht zijn artsenberoep hernemen. 
In 1639 was Genoino opnieuw betrokken bij een protestbeweging in de stad, gericht tegen de adel. De aanleiding was de regelgeving over meel. Van 1639 tot 1640 bracht Genoino door in de gevangenis van Castelnuovo in Napels. Als arts-priester bouwde Genoino in de jaren nadien een netwerk uit van gelijkgezinde populisten.
Bij de volksopstand van de visser Masaniello (1647) was Genoino er opnieuw bij. Hij werd de raadsman en het brein achter de volksbeweging. Het waren de Lazari of armen die in opstand waren gekomen; hun naam verwijst naar de arme Lazarus in de Bijbel. Ontevreden advocaten en andere burgers sloten zich aan bij de opstand; ook aartsbisschop-kardinaal Filomarino bood zijn steun aan. Ze hadden succes. Er kwamen voor edelen en volkse burgers evenveel zitjes in de Grote Raad. Na de executie van Masaniello (1647) vroeg Genoino bescherming aan de Spaanse troepen. Deze zetten hem op een schip naar Mallorca. Genoino vreesde immers voor zijn leven omwille van bedreigingen door radicale populisten. Hij stierf tijdens de vaart voor de oostkust van Minorca, in de loop van januari 1648. Zijn lijk werd in zee geworpen.

## Geschriften
- Lettera agli accademici Oziosi intorno alle pretensioni del popolo (circa 1619). Hier ontwikkelde hij een voor die tijd utopische gedachte van volksvertegenwoordiging. Er was geen plaats voor adel in het bestuur volgens hem.
- Manifesto del fedelissimo popolo napoletano (1620)
- Supplica (1620). Smeekbede aan koning Filips III om zijn politiek plan voor Napels uit te voeren. Zijn plan bestond uit 12 actiepunten ter verbetering van de volkse klasse.
- Apologia (circa 1638). Smeekbede aan de Artsenkamer van Napels om terug toegelaten te worden tot het artsenberoep.
- Capitoli d’intesa (1647). Samen met advocaat Onofrio De Palma schreef hij dit vlugschrift tijdens de opstand van Mansiello. Hij vroeg aan de onderkoning de armen niet te bestraffen voor hun opstandigheid. Hij pleitte voor een gelijke vertegenwoordiging van edelen en het volk (wat hij verkreeg). Ook vroeg hij om een soort stakingsrecht of recht tot protesteren iedere keer als de adel het volk iets tekort deed.

- Bibliothèque nationale de France: cb131978444 (data)
- Gemeinsame Normdatei: 1015424678
- International Standard Name Identifier: 0000 0003 6381 9905
- Library of Congress Control Number: nr93018265
- Nationale Bibliotheek van Israël: 987007353114705171
- Système universitaire de documentation: 172035872
- Virtual International Authority File: 226077322
- WorldCat: E39PBJbM6JVbvVGgBmGqyctHYP